# Portuñol
Il portuñol (o portunhol in portoghese) è un termine speciale derivato dalla fusione dei termini portugués/português e español/espanhol (parola macedonia). Indica una parlata mista di portoghese e spagnolo.
Il portuñol è usato in Sudamerica, nelle zone di confine fra il Brasile e i paesi ispanofoni (soprattutto l'Uruguay). In Europa è usato in alcuni centri al confine fra Portogallo e Spagna.